# MTB-Marathon Pfronten
Der MTB-Marathon Pfronten ist eine Radsportveranstaltung im Mountainbike-Marathon, die seit 2003 jährlich Ende Juni in der Region um Pfronten stattfindet.

## Beschreibung
Die Veranstaltung ist als Lizenzrennen gemeldet, eine Lizenz ist jedoch nicht erforderlich. Teilnahmeberechtigt sind "alle gesunden, erfahrenen und trainierten Mountainbiker" ab einem Alter von 16 Jahren.
Die Strecke des MTB-Marathon Pfronten führt durch die Allgäuer Voralpen auf den Edelsberg und die Tannheimer Berge auf den Breitenberg. Insgesamt sind drei unterschiedliche Strecken möglich:
Kurzstrecke: 26 Kilometer, 840 Höhenmeter
Marathonstrecke: 51 Kilometer, 1900 Höhenmeter
Extremstrecke: 76 Kilometer, 2600 Höhenmeter
Die Marathonstrecke ist permanent auch außerhalb der Veranstaltung ausgeschildert.
Im Rahmenprogramm des MTB-Marathon Pfronten wird als Spaßveranstaltung die Klapprad-Weltmeisterschaft ausgetragen, bei der die Teilnehmer auf einem Klapprad aus den 70er Jahren (oder baugleich) die 12 Kilometer bergauf zum Breitenberg bewältigen müssen.